# 斯特爾加奇山
41°23′N 23°46′E / 41.383°N 23.767°E

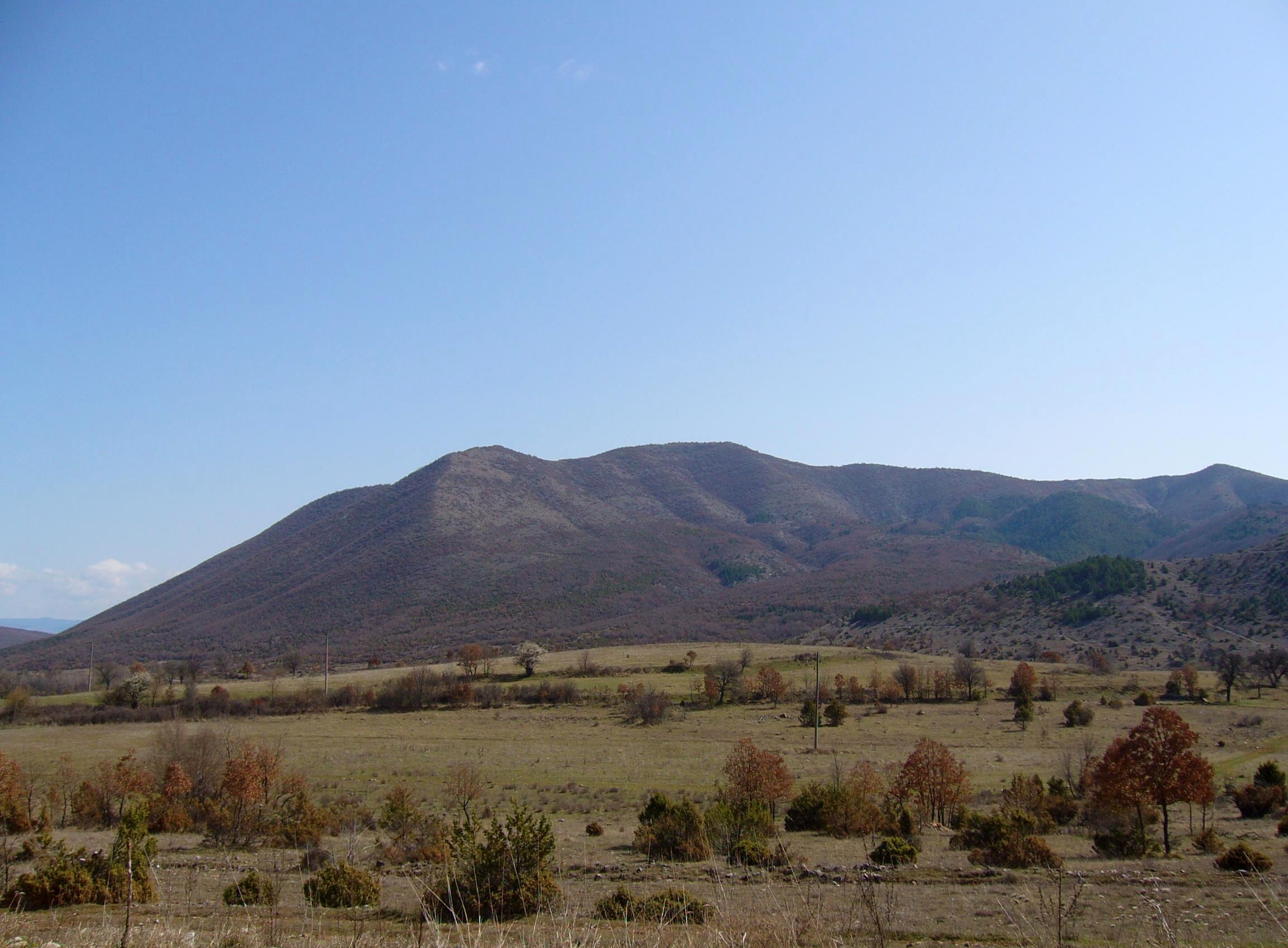

斯特爾加奇山是東南歐的山峰，位於保加利亞和希臘接壤的邊境，處於斯拉維揚卡山以東，長15公里、寬10公里，面積37平方公里，海拔高度1,270米。